# Insidious : Chapitre 3
Série Insidious
Insidious : Chapitre 2
(2013) Insidious : La Dernière Clé
(2018)
Pour plus de détails, voir Fiche technique et Distribution.
Insidious : Chapitre 3 (Insidious: Chapter 3), ou Insidieux : Chapitre 3 au Québec, est un film d'horreur américano-canadien écrit et réalisé par Leigh Whannell, et sorti en 2015.
Malgré ce que sous-entend son titre, ce film n'est pas la suite de Insidious : Chapitre 2 de James Wan, sorti en 2013, mais une préquelle des précédents volets.

## Synopsis
N'ayant pas fait le deuil de sa mère décédée des suites d'un cancer il y a 18 mois, Quinn Brenner tente d'entrer seule en contact avec elle, sans succès. Elle décide alors de rendre visite à Elise (la médium du premier volet) pour qu'elle lui vienne en aide. Elise tente de rentrer en contact avec sa mère mais elle se retrouve face à un esprit malveillant, après quoi elle lui ordonne de ne plus jamais essayer d'entrer en contact seule avec sa mère.
Cette dernière ne suivra pas son conseil et continuera d'essayer de parler à sa mère. Alors qu'elle passait une audition, Quinn apercevra à plusieurs reprises une silhouette lui faisant signe, et, distraite par l'ombre, subit un accident qui la plonge dans un léger coma. Elle fera par erreur une incursion dans un monde obscur, d'où elle ne reviendra pas seule…
Entre les événements étranges qui hantent l'appartement de Quinn, et Elise, qui traumatisée par un fantôme qui lui prédit sa mort de sa main, ne sait pas si elle doit aider la famille ou pas, le démon a soif d'âme...
Le film se termine sur le visage du démon rouge du premier film, qui apparaît derrière Elise.

## Fiche technique
- Titre original : Insidious: Chapter 3
- Titre français : Insidious : Chapitre 3
- Titre québécois : Insidieux : Chapitre 3
- Réalisation : Leigh Whannell
- Scénario : Leigh Whannell, d'après une histoire de James Wan et Leigh Whannell
- Musique : Joseph Bishara
- Direction artistique : Jason Garner
- Décors : Jennifer Spence
- Costumes : Kristin M. Burke
- Photographie : Brian Pearson
- Montage : Kirk M. Morri
- Production : Jason Blum, James Wan, Oren Peli
- Sociétés de production : Blumhouse Productions, Entertainment One et Automatik Entertainment
- Sociétés de distribution : Gramercy Pictures, TriStar, Sony Pictures Releasing France (Stage 6 Films)
- Budget : 10 000 000 $
- Pays de production :  États-Unis /  Canada
- Langue originale : anglais
- Format : couleur - 2,35:1 - 35 mm - Dolby numérique
- Genre : horreur
- Durée : 98 minutes
- Dates de sortie : 
  - États-Unis ; Canada : 29 mai 2015
  - France : 8 juillet 2015
- Classification :
  - États-Unis : PG-13 (Accord parental - les enfants de moins de 13 ans doivent être accompagnées d'un adulte)
  - France : Interdit aux moins de 12 ans

## Distribution
- Lin Shaye (VF : Anne Jolivet) : Elise Rainier
- Stefanie Scott (VF : Leslie Lipkins) : Quinn Brenner
- Leigh Whannell (VF : Damien Witecka) : Steven Specs
- Angus Sampson (VF : Christophe Lemoine) : Tucker
- Dermot Mulroney (VF : Renaud Marx) : Sean Brenner
- Hayley Kiyoko (VF : Camille Donda) : Maggie
- Tate Berney : Alex Brenner
- Corbett Tuck (VF : Cindy Tempez) : Danielle
- Steve Coulter : Carl
- Ashton Moio : Hector
- James Wan : Directeur du théatre
- Tom Gallop (VF : Jean Rieffel) : Dr Henderson
- Ele Keats : Lilith Brenner
- Jeris Lee Poindexter : Harry
- Phyllis Applegate : Grace
- Garrett Ryan : Josh (jeune)
- Ruben Garfias : Ernesto
- Phil Abrams : Mel
- Jacob Crawford (VF : François Santucci) : Infirmier
- Joseph Bishara : Démon (apparence)

 Source et légende : version française (VF) sur RS Doublage

## Production

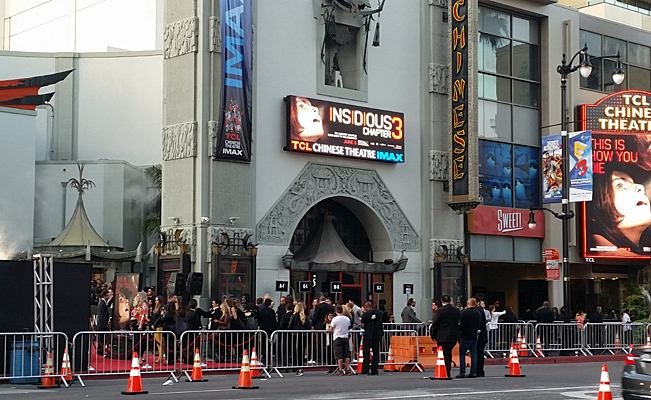
Première du film à Hollywood.

Le 15 septembre 2013, un troisième film a été annoncé, toujours avec Leigh Whannell comme scénariste. Jason Blum et Oren Peli en seront les producteurs. Le 11 mars 2014, Screen Rant a déclaré que le troisième opus ne se concentrera pas sur la famille Lambert, mais sur une toute nouvelle famille et ne reprendra en aucun cas les derniers évènements du film précédent. Ce film étant un préquel aux deux premiers opus.

## Accueil

### Accueil critique
Le film reçoit dans l'ensemble des retours mitigés.
Pour Strange-Movies.com, « Insidious : Chapitre 3 est un honnête copycat, rien de plus. Le film n’est clairement pas au niveau de ses remarquables prédécesseurs, mais se profile comme un petit divertissement bien ficelé. Secrètement, on en attendait nettement plus, notamment au niveau du trouillomètre. En l’état, ce n’est déjà pas si mal, même si Whannel semble désormais avoir épuisé le filon ».
Pour le site Abus de ciné, « le film présente en effet de nombreuses faiblesses, notamment au niveau de l'inventivité et du rythme (pourtant primordial dans les films d'horreur), mais il offre tout de même quelques bons moments. On sent que les possessions et les attaques d'entités démoniaques s'essoufflent un peu, à l'image de cette saga qui a remis ces concepts au goût du jour en 2010 ».

### Box-office
| Pays ou région | Box-office      | Date d'arrêt du box-office | Nombre de semaines |
| -------------- | --------------- | -------------------------- | ------------------ |
| États-Unis     | 52 218 558 $    | 13 août 2015               | 10                 |
| France         | 386 423 entrées | 12 août 2015               | 6                  |
| Monde          | 112 983 889 $   | 22 novembre 2015           | 25                 |

## Autres films
- Insidious est sorti en 2011 par James Wan
- Insidious : Chapitre 2 sorti en 2013 par James Wan
- Insidious : Chapitre 4 sorti en 2018 par Adam Robitel

## Distinctions

### Récompenses
- Festival international du film de Palm Springs 2015 : prix « Directors to Watch »
- Young Entertainer Awards 2016 : meilleur acteur dans un long-métrage pour Tate Berney

### Nominations
- Fright Meter Awards 2015 :
  - Meilleure actrice pour Lin Shaye
  - Meilleurs effets visuels
- Rondo Hatton Classic Horror Awards 2015 : meilleur film d'horreur
- Young Artist Awards 2015 : meilleur acteur pour un long-métrage pour Tate Berney
- Saturn Awards 2016 : meilleur film d'horreur
- Empire Awards 2016 : meilleur film d'horreur